# ウメオ大学ファインアート学院
ウメオ大学ファインアート学院（スウェーデン語: Konsthögskolan i Umeå）とは、ウメオ大学の芸術学部の1つである。

## 教育内容
ファインアート学院にはファインアートを学ぶ2年制の課程と3年制の学士課程（BFA)、2年制の修士課程（MFA）がある。その他に美学1～3の哲学講座や夏期学校もあり、理論と実技の両面からファインアートを学習する。学生は木材や金属、プラスチックや青銅、絵画や写真、動画や音声、コンピューター芸術などの実習を行う。また1993年から作品を自分の画廊やビルド・ムセアットの傍で毎年開催される「ヴォルスタリガー」（vårutställningar）に発表している。

## 研究
ファインアート学院は国立芸術研究校やその他の研究プロジェクトと共に、芸術原理の研究を行っている。

## 建物

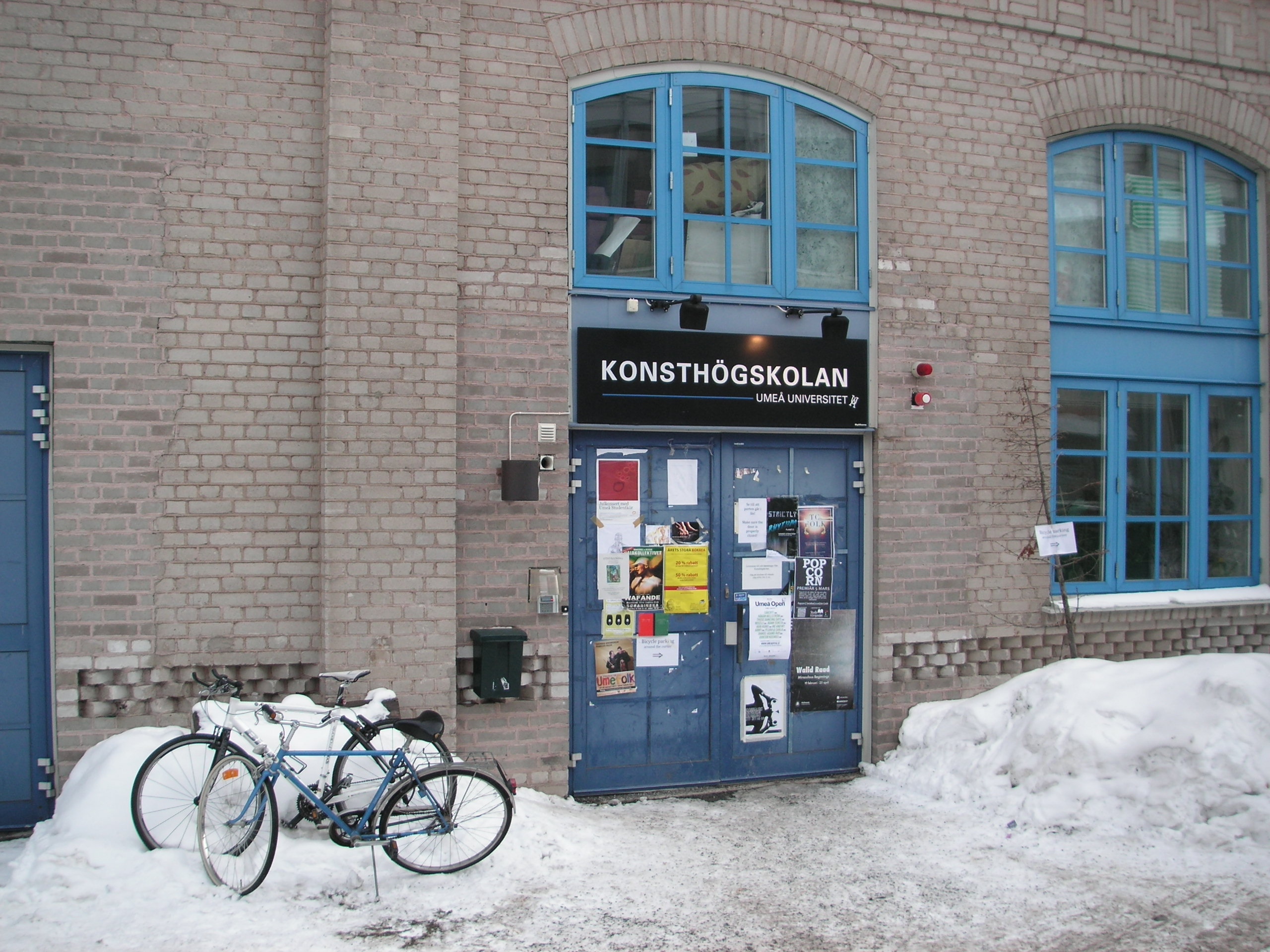
ファインアート学院の旧校舎（Sliperiet）

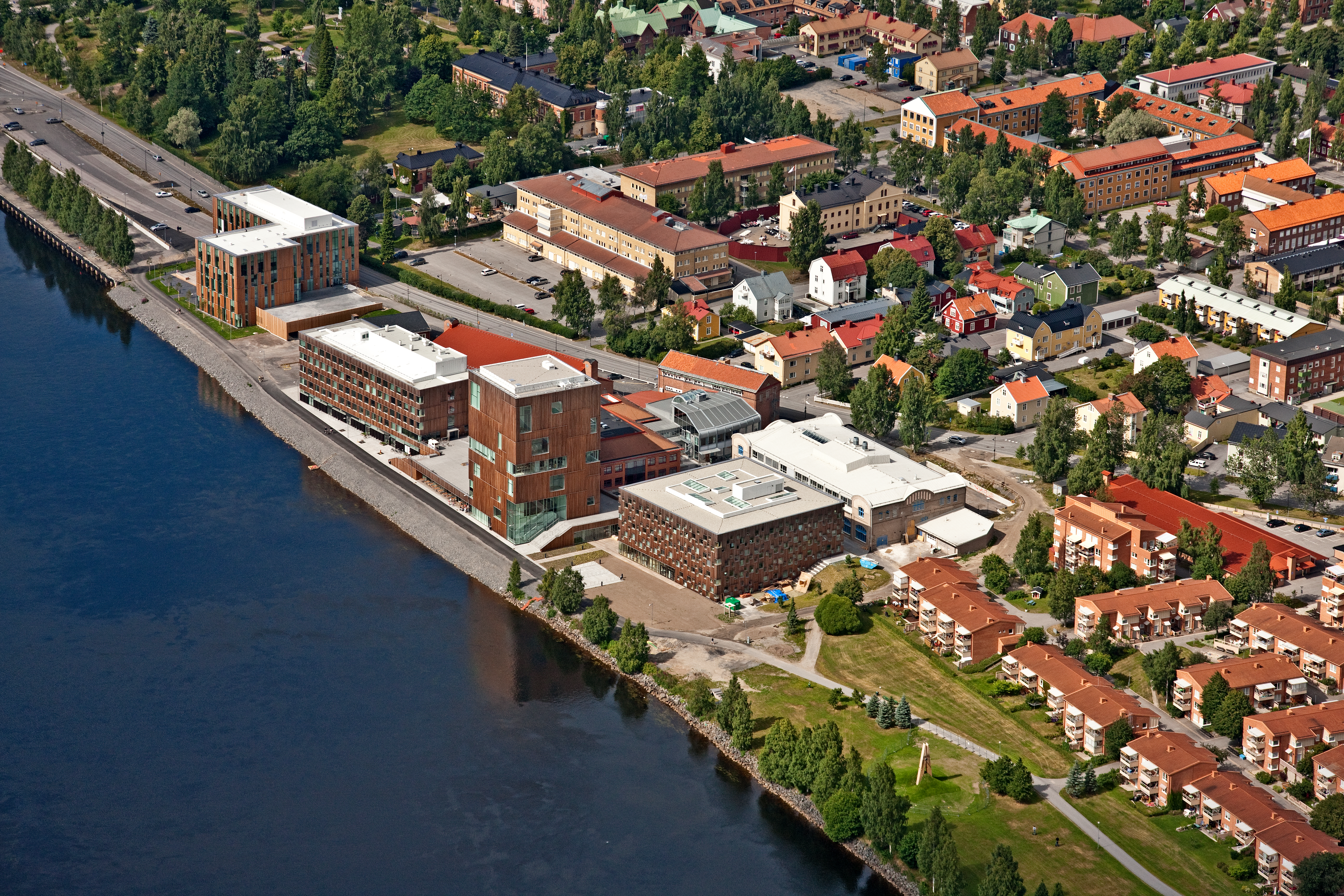
ウメオ大学芸術キャンパス。川沿いに奥から順にファインアート学院（新）、デザイン研究所、ビルド・ムセアット、建築学校があり、建築学校の右隣にファインアート学院の旧校舎がある。

ファインアート学院は1987年にスウェーデンのウメオ東部のウメ川の畔に設立された。ファインアート学院の建物は1909年に建てられたパルプ工場の跡である。この工場は街の最初の主要産業として1910～1954年まで操業していた。1986年にSliperiビル（Sliperibyggnaden）となり、1年後にファインアート学院が移転した。
200x年代後半にファインアート学院の周辺はウメオ大学芸術キャンパスとなり、2013年現在はウメオ大学建築学校やウメオ大学デザイン研究所、ウメオ大学の現代美術館の「ビルド・ムセアット」や「HumlabX」などが立ち並んでいる。ファインアート学院は隣接する新しい建物に移転し、旧校舎は2013年度は芸術産業の起業施設として利用されたが、今後もファインアート学院の画廊として使われる予定である。